# Skeleton en los Juegos Olímpicos de Pekín 2022 - Clasificatorias
Las clasificatorias de skeleton serán la manera de obtener la clasificación a los Juegos Olímpicos de Pekín 2022.

## Sistema de Clasificación
El total de plazas será de 50 (25 en categoría masculina y 25 en categoría femenina),
Las competiciones que contarán serán: La Copa del Mundo, La Copa Intercontinental, La Copa de Europa y la Copa América

## Atletas Clasificados por País
| Países               | Hombres | Mujeres | Total Atletas |
| -------------------- | ------- | ------- | ------------- |
| Samoa Americana      | 1       | 0       | 1             |
| Australia            | 1       | 1       | 2             |
| Austria              | 2       | 1       | 3             |
| Bélgica              | 0       | 1       | 1             |
| Brasil               | 0       | 1       | 1             |
| Canadá               | 1       | 2       | 3             |
| China                | 2       | 2       | 4             |
| República Checa      | 0       | 1       | 1             |
| Alemania             | 3       | 3       | 6             |
| Gran Bretaña         | 2       | 2       | 4             |
| Francia              | 0       | 1       | 1             |
| Italia               | 2       | 1       | 3             |
| Letonia              | 2       | 1       | 3             |
| Holanda              | 0       | 1       | 1             |
| Puerto Rico          | 0       | 1       | 1             |
| Comité Olímpico Ruso | 3       | 3       | 6             |
| Corea del Sur        | 2       | 1       | 3             |
| España               | 1       | 0       | 1             |
| Suiza                | 1       | 0       | 1             |
| Ucrania              | 1       | 0       | 1             |
| Estados Unidos       | 1       | 2       | 3             |
| Total 21 NOCs        | 25      | 25      | 50            |

## Comités Olímpicos Suplentes
Si alguno o algunos de los atletas clasificados causará baja o su Comité olímpico decidiera que no compitiera su plaza sería ocupada por el país con más puntos que se haya quedado fuera , los países suplentes que no han conseguido la clasificación esos países o comités son:
En categoría masculina: 1º suplente Rumania, 2º suplente Irlanda, 3º suplente Israel, 4º suplente Japón, 5º suplente Francia
En Categoría femenina: 1º Suplente Suecia